# 1304
Évszázadok: 13. század – 14. század – 15. század
Évtizedek: 1250-es évek – 1260-as évek – 1270-es évek – 1280-as évek – 1290-es évek – 1300-as évek – 1310-es évek – 1320-as évek – 1330-as évek – 1340-es évek – 1350-es évek
Évek: 1299 – 1300 – 1301 – 1302 –  1303 – 1304 – 1305 – 1306 – 1307 – 1308 – 1309

## Események
- Rudolf haddal támad Vencel ellen. Közben Károly Róbert Budát ostromolja, erre II. Vencel cseh király személyesen jön fia segítségére.
- július – A cseh sereg beveszi Esztergomot és felmenti Budát, majd II. Vencel magával viszi fiát Csehországba.
- július 20. – Stirling várának bevételével I. Edward angol király a skót lázadók utolsó erősségét is elfoglalja.
- augusztus 24. Károly Róbert szövetségre lép Rudolf osztrák herceggel, ősszel Vencelre támad,[1] de később kénytelen visszavonulni.
- II. Jakab aragóniai király visszafoglalja Villena várát a móroktól.

## Születések
- Günther német ellenkirály  († 1349)
- Francesco Petrarca, itáliai humanista költő

## Halálozások
- július 7. – XI. Benedek pápa (* 1240)[2]
- augusztus 22. - II. János hainaut-i gróf (* 1247)

## Európai időjárás
Meleg, fagymentes tél Franciaországban, nyárias idő Lengyelország nyugati részén.
Meleg tavasz, majdnem teljesen eső nélküli nyár, alacsony vízszintek a folyókon, korai, nagy és édes bort hozó szőlőtermés.